# Ryan Callahan

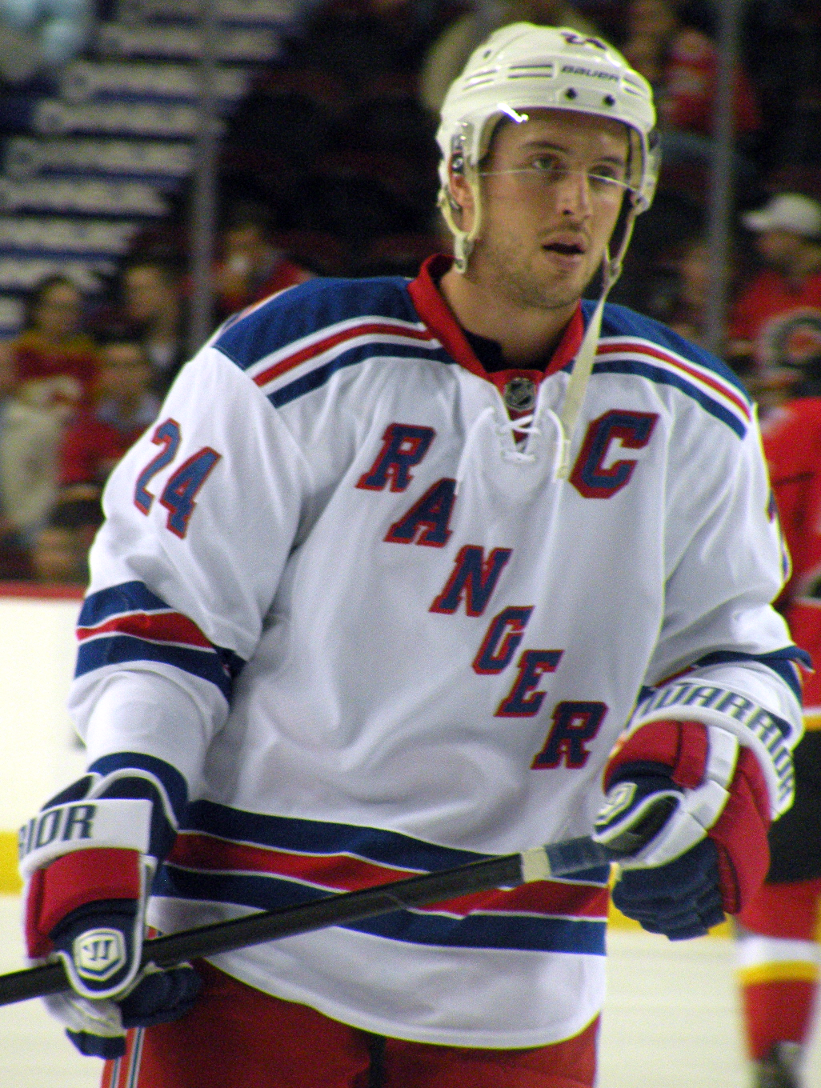
Callahan jako kapitán Rangers v říjnu 2011.

Ryan G. Callahan (* 21. března 1985, Rochester, New York) je bývalý americký hokejový útočník, který odehrál v severoamerické NHL přes 750 utkání za Tampa Bay Lightning a New York Rangers, kde po tři sezóny plnil úlohu kapitána mužstva.
Když vyrůstal byl jeho oblíbeným hráčem Kanaďan Brendan Shanahan.

## Hráčská kariéra
Svého prvního zápasu v National Hockey League (NHL) se dočkal 1. prosince 2006, když s New Yorkem Rangers nastoupil proti Buffalu Sabres. Po tomhle utkání by však poslán zpátky na farmu Hartford Wolf Pack v American Hockey League (AHL). Dne 17. března 2007 pak vstřelil své první dvě branky v NHL, když překonal Joeyho MacDonald z Bostonu Bruins. První asistenci v této soutěži si pak připsal 21. března a první vítěznou branku 1. dubna. První branku v play-off o Stanley Cup zaznamenal 17. dubna 2007, když dvakrát skóroval ve čtvrtfinále východní konference proti Atlantě Thrashers při výhře 7:0.

## Reprezentační kariéra
Dne 1. ledna 2010 byl Callahan jmenován do týmu USA pro ZOH 2010 v kanadském Vancouveru, kde s mužstvem získal stříbrnou medaili, když ve finále turnaje podlehli Kanadě.
Callahan hrál za Spojené státy také na následujících zimních olympijských hrách v ruské Soči v roce 2014, ale po porážce 0:5 od Finska v zápase o bronz nezískal žádnou medaili.
Dne 27. května 2016 ho v dodatečné nominaci John Tortorella doplnil na svou soupisku pro Světový pohár v ledním hokeji 2016 v Torontu. Později však musel kvůli operaci pravé kyčle z nominace odstoupit.

## Klubové statistiky
| Sezona     | Klub                | Soutěž     | Základní část | Základní část | Základní část | Základní část | Základní část | Play off | Play off | Play off | Play off | Play off |
| Sezona     | Klub                | Soutěž     | Z             | G             | A             | B             | TM            | Z        | G        | A        | B        | TM       |
| ---------- | ------------------- | ---------- | ------------- | ------------- | ------------- | ------------- | ------------- | -------- | -------- | -------- | -------- | -------- |
| 2000/01    | Syracuse Jr. Crunch | OPJHL      | 3             | 4             | 2             | 6             | 0             | —        | —        | —        | —        | —        |
| 2001/02    | Buffalo Lightning   | OPJHL      | 47            | 13            | 23            | 36            | 75            | —        | —        | —        | —        | —        |
| 2002/03    | Guelph Storm        | OHL        | 59            | 14            | 17            | 31            | 47            | 11       | 0        | 3        | 3        | 2        |
| 2003/04    | Guelph Storm        | OHL        | 68            | 36            | 32            | 68            | 86            | 22       | 13       | 8        | 21       | 20       |
| 2004/05    | Guelph Storm        | OHL        | 60            | 28            | 26            | 54            | 108           | 4        | 1        | 1        | 2        | 6        |
| 2005/06    | Guelph Storm        | OHL        | 62            | 52            | 32            | 84            | 126           | 13       | 7        | 17       | 24       | 20       |
| 2006/07    | Hartford Wolf Pack  | AHL        | 60            | 35            | 20            | 55            | 74            | —        | —        | —        | —        | —        |
| 2006/07    | New York Rangers    | NHL        | 14            | 4             | 2             | 6             | 9             | 10       | 2        | 1        | 3        | 6        |
| 2007/08    | Hartford Wolf Pack  | AHL        | 11            | 7             | 8             | 15            | 27            | —        | —        | —        | —        | —        |
| 2007/08    | New York Rangers    | NHL        | 52            | 8             | 5             | 13            | 31            | 10       | 2        | 2        | 4        | 10       |
| 2008/09    | New York Rangers    | NHL        | 81            | 22            | 18            | 40            | 45            | 7        | 2        | 0        | 2        | 4        |
| 2009/10    | New York Rangers    | NHL        | 77            | 19            | 18            | 37            | 48            | —        | —        | —        | —        | —        |
| 2010/11    | New York Rangers    | NHL        | 60            | 23            | 25            | 48            | 46            | —        | —        | —        | —        | —        |
| 2011/12    | New York Rangers    | NHL        | 76            | 29            | 25            | 54            | 61            | 20       | 6        | 4        | 10       | 12       |
| 2012/13    | New York Rangers    | NHL        | 45            | 16            | 15            | 31            | 12            | 12       | 2        | 3        | 5        | 6        |
| 2013/14    | New York Rangers    | NHL        | 45            | 11            | 14            | 25            | 16            | —        | —        | —        | —        | —        |
| 2013/14    | Tampa Bay Lightning | NHL        | 20            | 6             | 5             | 11            | 8             | 4        | 0        | 0        | 0        | 0        |
| 2014/15    | Tampa Bay Lightning | NHL        | 77            | 24            | 30            | 54            | 41            | 26       | 2        | 6        | 8        | 14       |
| 2015/16    | Tampa Bay Lightning | NHL        | 73            | 10            | 18            | 28            | 45            | 16       | 2        | 2        | 4        | 29       |
| 2016/17    | Tampa Bay Lightning | NHL        | 18            | 2             | 2             | 4             | 23            | —        | —        | —        | —        | —        |
| 2017/18    | Tampa Bay Lightning | NHL        | 67            | 5             | 13            | 18            | 29            | 15       | 2        | 1        | 3        | 4        |
| 2018/19    | Tampa Bay Lightning | NHL        | 52            | 7             | 10            | 17            | 14            | 2        | 0        | 0        | 0        | 4        |
| NHL celkem | NHL celkem          | NHL celkem | 757           | 186           | 200           | 386           | 428           | 121      | 20       | 19       | 39       | 89       |

### Reprezentační statistiky
| 2005            | USA 20          | MSJ             | 4. místo         | 7  | 1 | 2 | 3 | 29 |
| 2010            | USA             | ZOH             | Stříbrná medaile | 6  | 0 | 1 | 1 | 2  |
| 2014            | USA             | ZOH             | 4. místo         | 6  | 0 | 1 | 1 | 0  |
| Junioři celkově | Junioři celkově | Junioři celkově | Junioři celkově  | 7  | 1 | 2 | 3 | 29 |
| Senioři celkově | Senioři celkově | Senioři celkově | Senioři celkově  | 12 | 0 | 2 | 2 | 2  |

#### Profily
- Ryan Callahan – statistiky na Hockeydb.com (anglicky)
- Ryan Callahan – statistiky na Elite Prospects (anglicky)
- Ryan Callahan – statistiky na NHL.com